# Çetin Zeybek
Çetin Zeybek (Bandırma, 1932. szeptember 12. – 1990. november 10.) török labdarúgó-középpályás.
A török válogatott színeiben részt vett az 1954-es labdarúgó-világbajnokságon.